# Cloud9
Cloud9 (C9) là một đội thể thao điện tử của Mỹ. Được tài trợ bởi HTC và trước đó được biết đến là Cloud9 G2A, các đội game của C9 bao gồm Liên Minh Huyền Thoại, Call of Duty: Black Ops III, Counter-Strike: Global Offensive, Hearthstone: Heroes of Warcraft, Super Smash Bros. Melee, Halo 5: Guardians, Smite, Heroes of the Storm, và PlayerUnknown's Battlegrounds.
Đội Liên Minh Huyền Thoại của C9 đang thi đấu ở giải LCS Bắc Mỹ và đã giành 2 vị trí quán quân, 2 vị trí á quân mùa hè năm 2013. Đội C9 Tempest đang thi đấu ở giải hạng dưới CS Bắc Mỹ. Người sở hữu kiêm quản lý của đội là Jack Etienne.
Năm 2015, đội Heroes of the Storm của C9 đã vô địch giải vô địch thế giới Heroes of the Storm, trở thành nhà vô địch đầu tiên của trò chơi này.

## Lịch sử
Tiền thân của đội C9 là Orbit Gaming, đây là đội có nhiều thành viên hiện tại của C9. Sau giải Lone Star Clash tháng 11 năm 2012 đội game này ký hợp đồng với Quantic Gaming, lúc này Quantic chỉ có đội game StarCraft II. Sau khi Quantic Gaming thất bại khi không thể tham dự LCS Bắc Mỹ mùa xuân 2013, tổ chức esport này bị giải thể bởi người sáng lập là Boudreault. Sau đó cựu quản lý của TSM là Jack Etienne đã mua lại đội với giá 10 nghìn đô la Mỹ vào tháng 12 năm 2013.

## Liên Minh Huyền Thoại

### Tiền mùa 3
Thời gian nghỉ giữa mùa 2 và 3, Quantic Gaming đã giải thể, để lại đội game LMHT không có ai tài trợ. Thi đấu dưới tên Team NomNom và sau đó là Cloud9, Nientonsoh, Hai, Yazuki, WildTurtle và Lemonation  đã bảo toàn một suất ở giải vòng loại Offline Bắc Mỹ để được thi đấu ở CS Bắc Mỹ. Nhưng rồi C9 đã bị loại khỏi giải ngay vòng bảng vì thua Azure Gaming và team MRN.
Ngay sau đó, Nientonsoh nói rằng C9 sẽ giải tán. Đội sau đó đã quyết định sẽ ở lại cùng nhau, mặc dù Nientonsoh và Yazuki rời đội. Hai chuyển từ đi rừng ra đi đường giữa, và đội thử nghiệm với thành viên đi rừng và đi đường trên mới bằng một cuộc thi tuyển Cloud 9
. Kết quả dẫn đến sự gia nhập của Ball ở đường trên, Meteos đi rừng, Sneaky chơi xạ thủ, còn Wildturtle rời đội để gia nhập Team SoloMid.

## Quản lý
| Quốc tịch | ID       | Tên           | Chức vụ            |
| --------- | -------- | ------------- | ------------------ |
| Hoa Kỳ    | Jack     | Jack Etienne  | Sở hữu/Sáng lập    |
| Hoa Kỳ    | Kannigit | Danan Flander | Giám đốc           |
| Hoa Kỳ    | Hai      | Hai Du Lam    | Giám đốc điều hành |